# Сворак Ярослав Любомирович
Яросла́в Любоми́рович Сво́рак (нар. 7 лютого 1989, Тернопіль) — український футболіст, півзахисник і нападник.

## Кар'єра
Вихованець СДЮШОР (Тернопіль) і школи «Феміда-Інтер» (Луцьк). Виступав за юнацькі збірні України. У сезоні 2006/07 дебютував за основний склад «Волині» в Першій лізі. На початку того ж сезону уклав попередню домовленість із російським «Локомотивом» (Москва), але через зміну керівництва клубу перехід зірвався. Під час зимової перерви 2006/07 перейшов до «Карпат» (Львів).
У сезоні 2009/10 разом із молодіжним складом «Карпат» виграв першість України серед молодіжних команд, а також став одним з найкращих бомбардирів команди, забивши 7 голів.
На початку 2011 року був відданий в оренду у «Дніпро» (Могильов) до кінця сезону